# Роби — раз!
Роби — раз! (рос. Делай — раз!) — фільм режисера Андрія Малюкова. Перша назва «Салага» або «Першоліток».
Вказано невірну дату! Замість 1990 потрібно вказати 1989.

## Сюжет
Олексій Гаврилов вирушає служити в армію. На призовному пункті його штовхає сержант Шипов. Олексій зупиняє його і вимагає вибачитися. Між ними виникає конфлікт, і Шипов затаює образу на Гаврилова.

## У ролях
- Євген Миронов — Олексій Гаврилов, рядовий
- Володимир Машков — Анатолій Сергійович Шипов, сержант
- Олексій Бурикін — Іван Боцу, рядовий
- Олександр Домогаров — Гоша, молодший сержант
- Сергій Шенталінскій — Степанов, сержант
- Олександр Миронов — Кабанов Віктор Миколайович, єфрейтор
- Дмитро Орлов — Сіязов, рядовий
- Олександр Польков — Артем'єв, рядовий
- Володимир Смирнов — Федоров, рядовий
- Олег Александров — старослужащий, рядовий
- Владислав Биков — старослужащий, рядовий
- Андрій Фомін — Єременко, рядовий
- Ігор Марченко — старослужащий, рядовий
- Федір Смирнов — командир роти Філіпенко, капітан
- Валерій Трошин — старослужащий, рядовий
- Олександр Іншаков — ватажок хуліганів
- Ігор Арташонов — сержант на збірному пункті
- Євген Мундум — старший сержант

## Знімальна група
- Автор сценарію: Євген Місяців
- Режисер: Андрій Малюков
- Оператор: Олександр Рябов
- Композитор: Марк Мінков
- Художник: Микола Усачов